# Marsupella ustulata
Marsupella ustulata là một loài rêu tản trong họ Gymnomitriaceae. Loài này được (Huebener) Spruce ex Pearson miêu tả khoa học lần đầu tiên năm 1902.